# Lake George
Lake George – miasto w Stanach Zjednoczonych, w stanie Nowy Jork, w hrabstwie Warren.